# Counter-Strike 2
Counter-Strike 2 (abbreviato: CS2) è un videogioco sparatutto tattico in prima persona sviluppato e pubblicato dalla Valve Corporation. È il seguito di Counter-Strike: Global Offensive.

## Sviluppo
La serie di videogiochi Counter-Strike ha avuto successo per più di venti anni, con una grande comunità dedicata. Valve ideò il motore grafico Source Engine 2 nel 2015 con il primo gioco ad utilizzarlo che era Dota 2. Il 22 marzo 2023, Valve annunciò che stavano per applicare Source 2 nel loro gioco Counter-Strike: Global Offensive.

### Counter-Strike 2 Limited Test
Anche chiamato Counter-Strike 2 Beta, era una versione test pubblicata il 22 marzo 2023 con la sua chiusura all'uscita del gioco. Era una versione beta del gioco su invito per ricevere del feedback sullo sviluppo del gioco.

### Pubblicazione
Counter-Strike 2 è stato pubblicato il 27 settembre 2023 al pubblico con 1 265 615 giocatori attivi quella giornata.

## Cambiamenti
In Counter-Strike 2 sono stati introdotti diversi cambiamenti significativi al gioco. Il sistema competitivo ha mantenuto il ranking di CS:GO, ma ora il giocatore può scalare le classifiche globali e regionali guadagnando punti giocando alla modalità Premier, dove ha anche la possibilità di bandire e selezionare le mappe. Un'altra novità riguarda le bombe fumogene, che ora reagiscono con l'ambiente come un vero gas, riempiendo gli spazi in maniera naturale e creando dei fori quando vengono colpite da proiettili o granate a frammentazione. Inoltre, il tickrate è stato sostituito dal sub-tick: invece di monitorare le azioni del gioco a intervalli costanti, il server si aggiorna in tempo reale quando il giocatore compie azioni come camminare, sparare, o lanciare una granata. Le mappe hanno subito un rinnovamento grafico grazie al Source Engine 2, con miglioramenti all'illuminazione. I modelli delle armi sono stati aggiornati con dettagli ad alta definizione, evidenziando le rifiniture. Infine, gli effetti visivi e ambientali sono stati resi più dinamici, come nel caso del sangue, che ora fornisce informazioni tattiche, oppure il tessuto della molotov, il C4 e la sua esplosione. L'interfaccia generale è stata riprogettata per fornire informazioni più chiare ai giocatori, mantenendo uno stile distintivo.